# Andrzej Wierciński (pianista)
Andrzej Wierciński (ur. 21 listopada 1995 w Warszawie) – polski pianista.

## Życiorys
Ukończył Akademię Muzyczną w Katowicach (klasa Wojciecha Świtały). Studiował też na Uniwersytecie Mozarteum w Salzburgu (klasa Pawła Giliłowa). Jest członkiem Penderecki Trio, które tworzy wraz z Mateuszem Makuchem (skrzypce) i Claudio Bohórquezem (wiolonczela). Uczestnik dwóch edycji Międzynarodowego Konkursu Pianistycznego im. Fryderyka Chopina: XVII edycja w 2015 (II etap) i XVIII edycja w 2021 (III etap).

## Nagrody
Zdobył m.in. następujące nagrody:
- zwycięstwo w Ogólnopolskim Konkursie Pianistycznym im. Fryderyka Chopina w Warszawie (2015),
- zwycięstwo w Międzynarodowym Konkursie Pianistycznym w Saint-Priest (2019),
- III nagroda na Międzynarodowym Konkursie Pianistycznym w Hongkongu (2019)[4],
- Złoty Medal na First International Music Competition w Wiedniu (2019),
- Grand Prize na Red Maple Music Competition w Toronto (2022)[5].